# Walker Banks
Walker Burrell Banks jr. (Clifton Forge, 26 agosto 1947) è un ex cestista statunitense, professionista nella ABA.

## Carriera
Venne selezionato dai New York Knicks al nono giro del Draft NBA 1970 (153ª scelta assoluta).